# رابین هودز بی
رابین هودز بی (به انگلیسی: Robin Hood's Bay) یک شهرک در بریتانیا است که در فایلینگدلز واقع شده‌است.